# CV90
Combat Vehicle 90 (CV90) lub Stridsfordon 90 (Strf 90) – szwedzki bojowy wóz piechoty. Służy jako typowy bwp, ale jest również platformą dla pojazdów do innych zadań, czego przykładem są wersje uzbrojone w armaty kalibru 90, 105 lub 120 mm.

## Historia konstrukcji
Na początku lat 80. szwedzka armia stwierdziła istnienie zapotrzebowania na nowy bojowy wóz piechoty, który zastąpiłby stare transportery gąsienicowe Pbv-302. W połowie lat 80. testowano m.in. dwa pojazdy brytyjskie: lekki czołg FV101 Scorpion oraz transporter Alvis Stormer. Nie spełniły one jednak szwedzkich oczekiwań i podjęto decyzję o stworzeniu nowego typu pojazdów o wspólnej bazie. Miały się do nich zaliczać: transporter opancerzony, bojowy wóz piechoty, wóz przeciwlotniczy, moździerz samobieżny, wóz dowodzenia i wóz obserwacyjny. Firmą odpowiedzialną za stworzenie pojazdu miała być szwedzka Hägglunds, a uzbrojenie miał opracować Bofors.
Nowe pojazdy musiały spełniać następujące założenia taktyczno-techniczne:
- Dobra manewrowość i zdolność do pokonywania trudnego terenu przy masie bojowej ok. 20 t
- Duży zasięg ognia skutecznego przy zwalczaniu celów lekko i średnio opancerzonych
- Możliwość zastosowania PPK
- Możliwość zwalczania śmigłowców z odległości nie mniejszej niż zasięg PPK montowanych na śmigłowcach
- Duża odporność pancerza czołowego na pociski wystrzeliwane z działek BMP-2 i podobnych
- Duża odporność układu jezdnego na wybuchy min narzutowych
- Dobra mobilność operacyjna – dostosowanie do transportu kolejowego oraz drogowego
- Łatwość obsługi
- Duży potencjał rozwojowy – możliwość modyfikacji zwiększających sprawność bojową

Prototypy opracowano w roku 1988, a w latach 1989–1991 przeprowadzono testy bojowe. Zamówienie na CV90 złożono w roku 1991, a pierwsze pojazdy do armii szwedzkiej trafiły w roku 1993.

## Konstrukcja

### Opancerzenie
CV90 w podstawowej wersji wyposażony jest w stalowy pancerz mający chronić przed przeciwpancernymi pociskami kal. 14,5 mm. Wersję CV9030N wyposażono w dodatkowy ceramiczny pancerz MEXAS (chroni przed pociskami kal. 30 mm). Podwozie zostało skonstruowane tak, aby zmniejszyć skutki wybuchu min pod kadłubem.
CV90 może być wyposażony w ekran przeciwkumulacyjny.

### Silnik
CV90 napędzany jest silnikiem DS14 Scania silnik V8 o mocy 407 kW (przy 2200 obr./min). Umożliwia on osiągnięcie przez pojazd prędkości maksymalnej 70 km/h. W CV90 AMOS zastosowano silnik DI16 Scania o mocy 447,42 – 500 kW.

## Warianty i modyfikacje
- CV9040/Stridsfordon 90 – podstawowy wariant. Uzbrojony w armatę Boforsa kal. 40 mm
- CV9040A – modyfikacja CV9040 polegająca na zastosowaniu nowszego stabilizatora armaty
- CV9040B – modyfikacja CV9040
- CV9040C – wersja na potrzeby operacji międzynarodowych z dodatkowym opancerzeniem, przystosowana do walki w klimacie tropikalnym
- CV9030 – wersja eksportowa z armatą Bushmaster II kal. 30 mm. Na wyposażeniu Norwegii (CV9030N), Szwajcarii (CV9030CH) i Finlandii (CV9030FIN).
- CV9035 – wersja z armatą Bushmaster III kal. 35 mm. Na wyposażeniu wojsk Holandii (CV9035NL) i Danii (CV9035DK).
- CV90105 – lekki czołg z gwintowanym działem kal. 105 mm
- CV90120-T – lekki czołg z gładkolufowym działem kal. 120 mm
- CV9040 AAV (TriAD)/Lvkv 90 – samobieżne działo przeciwlotnicze kal. 40 mm
- CV90 – wóz dowodzenia
- GRKPBV90120 – moździerz samobieżny
- CV9056 – prototyp wyposażony w PPK RB56 Bofors. Nie podjęto produkcji seryjnej.
- Armadillo – rozwinięcie CV90[5]
- CV90 AMOS – system moździerza samobieżnego AMOS kal. 120 mm umieszczony na podwoziu CV 90. Pojazdy tego typu znajdują się na wyposażeniu szwedzkiej armii[6].

## Użytkownicy
- Czechy: 0 z 210 CV90 MkIV[7]
- Dania: 45 CV9035DK
- Finlandia: 102 CV9030FIN
- Holandia: 193 CV9035NL
- Norwegia: 144 CV9030N[8]
- Słowacja: 0 z 152 CV90 MkIV[9]
- Szwajcaria: 186 CV9030CH
- Szwecja: 509 CV9040A/B/C
- Ukraina: 50 CV9040C[10]
- Estonia: 44 CV9035NL